# 12640 Reinbertdeleeuw
A 12640 Reinbertdeleeuw (korábbi nevén 1231 T-2) a Naprendszer kisbolygóövében található aszteroida. Cornelis Johannes van Houten, Ingrid van Houten-Groeneveld és Tom Gehrels fedezte fel 1973. szeptember 29-én.